# Colonne de la Peste de Timișoara
La colonne de la peste ou colonne de la Trinité (en roumain : Monumentul Sfintei Treimi oU Monumentul Ciumei) à Timișoara, Roumanie est un monument baroque sur la Place de l'Union, aussi appelée place de la Cathédrale. Le monument  de type colonne de peste a été créé entre 1739 et 1740 par le sculpteur Georg Raphael Donner à Vienne et transporté à Timișoara par voie d'eau.
La statue a été offerte par Johann Anton Deschan von Hansen par gratitude pour avoir survécu à la Peste de 1738-1739. De 1994 à 1995, elle a été restaurée par Ion Oprescu.  Les trois pires fléaux qui avaient affligé Timisoara étaient représentés sur le piédestal : la peste, les guerres et la faim.

## Liens web
- Ciméc. Des dossiers. Wordpress.com , Photo de la statue de la Trinité, 1937